# エスタディオ・カルタゴノバ
エスタディオ・カルタゴノバ (Estadio Cartagonova) は、スペイン・ムルシア州カルタヘナにある多目的スタジアム。主にサッカーに使用されていて、リーガ・エスパニョーラ所属のFCカルタヘナのホームゲームに使用されている。収容人数は15105人である。